# Alsótelekes
Alsótelekes is een plaats (község) en gemeente in het Hongaarse comitaat Borsod-Abaúj-Zemplén. Alsótelekes telt 148 inwoners (2001).